# Jan Kryštof Müller
Jan Kryštof Müller, německy Johann Christoph Müller (15. března 1673 Wöhrd – 21. června 1721 Vídeň) byl profesionální měřič, mapér, kartograf a topograf.

## Život
Narodil se 15. března roku 1673 na předměstí Norimberka ve Wöhrdu jako druhorozený syn učitele Jana Müllera a Uršuly Luft. Od mládí byl J. K. Müller velice nadaný. Prokazoval výrazné nadání k vědám a umění. Po ukončení humanitního vzdělání se věnoval čtyřletému odbornému studiu. V Norimberku vystudoval matematické hvězdářství a rýsování u Georga Christopha Eimmarta, který byl mědirytcem, iluminátorem a astronomem.
Roku 1696 získal místo ve Vídni u císařského plukovníka Luigiho Ferdinanda Marsigliho, který se zabýval přírodovědou a zeměpisem. Jeho hlavní činností byla práce na velkém geografickém a hydrografickém díle o Dunaji. Müller pomáhal určovat pro toto dílo zeměpisné souřadnice uherských měst. Plukovník Marsigli byl s Müllerovou prací velmi spokojen. Müller pracoval na podrobném zaměření Dunaje se zákresem všech důležitých meandrů. Roku 1697 se Müller vrátil s plukovníkem do Vídně, kde pozorovali průchod Merkura před Sluncem. Pozorování shrnul Müller ve své zprávě, kterou následně věnoval G. Ch. Eimmartovi.
O rok později roku 1698, po válečném a diplomatickém vítězství Rakouska nad Turky byl Marsigli pověřen spolu s ostatním štábem inženýrů vyšetřit nový průběh hranic monarchie. Müller jako pobočník Marsigliho ho doprovázel a pomáhal v pracích. Jeho hlavním úkolem bylo sestavit celkovou správní mapu uherských zemí.
Roku 1703 vstoupil J. Ch. Müller do císařských služeb jako polní vojenský inženýr. V té době dostával měsíční plat 75 zlatých. O dva roky později obdržel rozkaz, aby se zúčastnil polního tažení v Itálii po boku generála Harsche, který byl přidělen princi Evženu Savojskému. V tom samém roce ale onemocněl prudkou zimnicí a nemohl se tažení bohužel zúčastnit. Po zotavení vyhotovil mapu pohraničních oblastí v měřítku 1 : 450 000, kterou po návratu do Vídně daroval princi Evženu Savojskému.

### Mapování Uher
Roku 1708 na přání uherských stavů vytvořil velkou mapu Uher, kde upotřebil veškeré získané materiály z práce s Marsiglim. Díky tomu byla mapa vytvořena velmi rychle a to již roku 1709. Mapa je vyhotovena na 4 mapových listech v měřítku 1 : 550 000 a jejím hlavním přínosem bylo správné zakreslení Dunaje. Ještě před vydáním velké mapy Uher Müller zažádal, aby mohl pracovat na dalších mapách rakouských dědičných zemí a vytvořit velký Atlas Austriacus, který byl jeho celoživotním snem. V tom samém roce Müller požádal válečnou radu o navýšení měsíčního platu ze 75 zlatých na 100 zlatých, aby si mohl dovolit zaplatit pomocníka a nakoupit potřebné měřické přístroje. Zároveň mu byl poskytnut císařský rozkaz, který zemským stavům, úředníkům i obyvatelstvu ukládal povinnost vycházet Müllerovi při mapování vstříc, poskytovat seznamy, umožnit přístup a prohlídku míst za hradbami a případně i poskytnout průvodce.

### Mapování Moravy
Roku 1708 mu byla svěřena tvorba mapy Moravy. Mapování v terénu započal téhož roku ve Znojemském kraji. Mapování Müller prováděl tak, že nejdříve provedl přípravné trigonometrické práce a poté měřil jednotlivé vzdálenosti míst od sebe. K tomu mu sloužila buzola a tzv. instrumentum viatorium. Což byl cestovní kočár, na který byl připevněn zvláštní počítací stroj, který zjišťoval počet otáček kol kočáru. Naměřená délka byla funkčně závislá na počtu otáček kola a jeho obvodu. Tak byly měřeny vzdálenosti po zemském povrchu, ale nikoli vzdálenosti přímé. Ty byly zřejmě zjišťovány přibližnou redukcí.
V roce 1713 byl J. K. Müller povýšen na setníka. Mapa Moravy byla dokončena až roku 1716, protože byla nutná její revize, neboť v roce 1714 došlo ke změně v krajském uspořádání Moravy. Po předložení hotové mapy Moravy v měřítku 1 : 180 000 císaři Karlu VI. získal Müller na oplátku zvláštní odměnu. Císař mu daroval svou drahokamy zdobenou podobiznu v ceně 1300 zlatých a zároveň vydal císařský patent, podle kterého se mapa nesměla po dobu 10 let rozmnožovat dalšími rytci. Od Moravských stavů získal za mapu také odměnu a to 1000 tolarů.
Při mapování Moravy Müller shromáždil větší množství materiálů, než mu bylo úředně zadáno. Zajímal se zejména o kulturně-historická místa, která chtěl zakreslit do speciální mapy věnované přírodním zvláštnostem Moravy. Tak byly podle zdroje zpracovány tři jihomoravské kraje. Tyto mapy se ale bohužel ztratily, jednalo by se o jedny z prvních tematických map Českých zemí.

### Mapování Čech
Na základě císařského patentu z května roku 1712 byl J. K. Müller pověřen mapováním Čech. Prvním zmapovaným krajem byl Bechyňský kraj, který byl v té době nejrozsáhlejší. V roce 1713 následoval Prácheňský a Plzeňský kraj a v roce 1714 začal s mapováním Chebského kraje.
Mapování probíhalo stejným způsobem jako na Moravě. Měřilo se v letních měsících a v zimě se data zpracovávala, vykreslovala a průběžné výtisky byly zasílané k nahlédnutí válečné radě do Vídně. V roce 1715 byl J. K. Müller osloven válečnou radou, zda by byl ochoten zmapovat i Slezsko. Müller odvětil, že by se Slezskem mohl začít za 6 let po ukončení mapování Čech. Müller ale tak pilně a bez únavy měřil, že mapování Čech bylo dokončeno již roku 1718. Poté následovala zdlouhavá revize krajskými hejtmany a díky ní byla mapa Čech vydána až roku 1720.
Roku 1715 začal mapovat Loketský, Žatecký a Rakovnický kraj. Přičemž Loketský kraj byl územně sloučen s krajem Žateckým a Rakovnickému kraji bylo původně nazýváno Slánský kraj. Následoval kraj Litoměřický, Královéhradecký a Chrudimský, o kterých není doloženo, kdy byly přesně dokončeny, ale zřejmě se jednalo o časové rozmezí mezi roky 1715–1717. V únoru roku 1717 byla revizi předložena mapa Čáslavského kraje a v březnu mapa Kouřimského kraje. V listopadu roku 1717 zaslal do Vídně informaci, že je s mapováním Čech hotov a že mu chybí pouze mapy na základně naměřených dat vytvořit. V lednu roku 1718 zaslal Müller do Vídně mapy Boleslavského a Berounského kraje.
Po zmapování všech krajů mohl Müller sestavit celistvou mapu Čech, která byla v měřítku 1 : 132 000 a rozdělena do 25 mapových sekcí. Mapa byla vyryta do měděných desek. Vyhotovením mědirytin byl na základě konkurzu pověřen Michael Kauffer z Augsburku. Ten se po podepsání smlouvy zavázal k vyrytí 25 desek do tří let od zadání zakázky. Dále měl za úkol obstarat měděné desky i ozdobné rytiny (parerga) v rozích na vlastní náklady. A musel hlavně zaručit, že se desky nedostanou do cizích rukou, aby mapa zůstala utajena. M. Kauffner byl odměněn za rytinu jednoho listu mapy 100 zlatými. Za veškeré práce spojené s vydáním mapy Müller obdržel od českých zemských stavů celkem 3420 zlatých.

### Smrt
Dne 31. 10. 1720 podal Müller žádost českým zemským stavům o zmapování Slezska a zároveň je požádal o poskytnutí veškerých potřebných instrukcí a peněžních prostředků. K mapování však bohužel nedošlo z důvodu vážné Müllerovy nemoci. Dne 4. 6. 1721 převzal referent z české dvorní kanceláře veškeré podklady týkající se map Čech a Moravy. O den později sepsal Müller ve svém bytě ve Vídni poslední vůli za přítomnosti notáře J. Jiřího Pürckhauera a šesti svědků. Dne 21. 6. 1721 Jan Kryštof Müller zemřel ve svém bytě na následky celkové únavy a přepracovanosti. Byl pochován na hřbitově u kostela Benediktinského opatství ve Vídni.
Na Müllerovu celoživotní práci navázal jeho žák Johann Wolfgang Wieland. Wielandovým úkolem bylo dokončit mapu Slezska.

## Zajímavosti
- Müllerovy mapy se staly podkladem následných děl na další stovku let.
- Řada odborníků z různých oborů využívá Müllerovy práce dodnes.
- Müller je často označován jako nejvýkonnější kartograf všech dob, který působil na našem území.

## Rodina

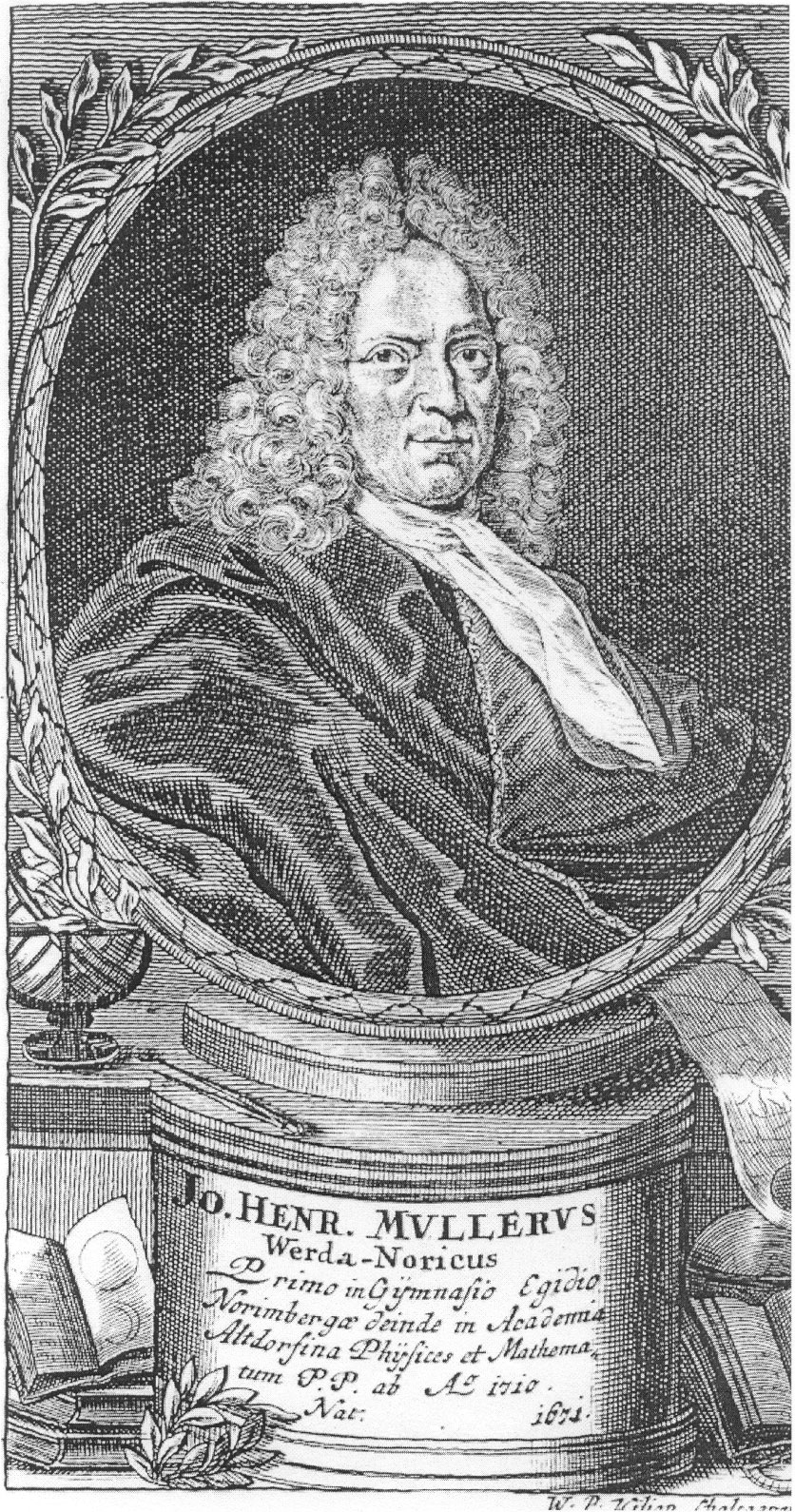
Jan Jindřich Müller (Johann Heinrich Müller)

- rodiče: Jan Müller (Johann Müller) a Uršula Luft (Ursula Luft)

Jan Müller a Uršula Luft měli celkem tři syny a to Jana Jindřicha, Jana Kryštofa a Jana Matyáše. O matce Uršule Luft nebyly dosud zjištěny žádné další bližší informace. Otec Jan Müller byl zřejmě soukromým učitelem (dříve nazývaným preceptorem), který dokázal u svých dětí vzbudit lásku ke vzdělání.
- bratr: Jan Jindřich Müller (Johann Heinrich Müller), (15. 1. 1671 – 15. 3. 1731)

Nejstarší ze synů Jana Müllera se v roce 1706 oženil s dcerou Georga Christopha Eimmarta, u kterého jeho bratr J. K. Müller studoval. Po Eimmartově smrti převzal soubor astronomických pozorování a vedení observatoře. O čtyři roky později se stal profesorem fyziky a matematiky na univerzitě v Altdorfu.
- bratr: Jan Matyáš Müller (Johann Matthias Müller)

Nejmladší z bratrů Jana Müllera přednášel ve škole v Norimberku.

## Příklady kartografických děl Jana Kryštofa Müllera

### Mapa Uher (1709)
- originální název: Mappam hanc Regni Hungariae propitiis elementis fertilissimi cum adjacentibus regnis et provinciis nova et accuratiori forma ex optimis schedis collectam
- měřítko: 1 : 550 000
- mapa uložena v Rakouském státním archivu (Österreichisches Staatsarchiv – Kriegsarchiv Wien)

### Rukopisná mapa Moravy (1712)

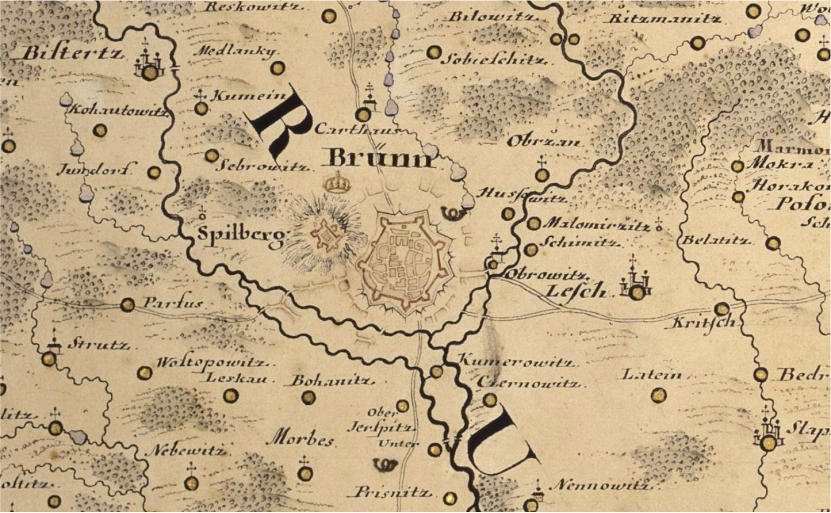
Rukopisná mapa Moravy - výřez okolí Brna

- originální název: Augustissimo Romanorum Imperatori Carolo VI Mappam hanc chorographicam Moraviae institutis passim Geographicis dimensionibus novissimé a se elaboratam Atlantis Austriaci Primitias
- měřítko: 1 : 115 000
- mapa je uložena v Rakouské národní knihovně ve Vídni (Österreichische Nationalbibliothek)
- mapa je zdigitalizovaná, je možné ji nalézt na násl. odkazu:
  - https://web.archive.org/web/20151023072955/http://www.onb.ac.at/sammlungen/karten/kartenzimelien/grossansicht.php?id=33_2

### Rukopisná mapa Chebska (1714)
- originální název: Mappa districtus Egerani cum adiacentium regionum partibus et locis conterminis quem accuraté emensus est, et in usum Excelsi Konsilii Aulico-Bellici delineavit Joh: Christ: Müller, S. C. M. Capit: et Ingen.
- měřítko: 1 : 69 000
- mapa uložena v Rakouském státním archivu (Österreichisches Staatsarchiv – Kriegsarchiv Wien)

### Mapa Moravy (1716)
- originální název: Tabula generalis marchionatus Moraviae in sex circulos divisae quos mandato caesareo accurate emensus hac mappa delineatos exhibet Ioh. Christoph Müller S.C.M. capitane.
- měřítko: 1 : 180 000 (někdy je v literatuře uváděno i měřítko 1 : 166 000)
- mapa je uložena v Mapové sbírce Historického Ústavu AV ČR Archivováno 12. 1. 2012 na Wayback Machine.
- mapa je zdigitalizovaná, je možné ji nalézt na násl. odkazech:
  - https://web.archive.org/web/20190224071516/http://mapy.vugtk.cz/
  - http://oldmaps.geolab.cz
  - http://archivnimapy.cuzk.cz

(Poznámka: Mapa je označována jako stavovská – byla financována moravskými stavy.)

### Rukopisné mapy pohraničních oblastí

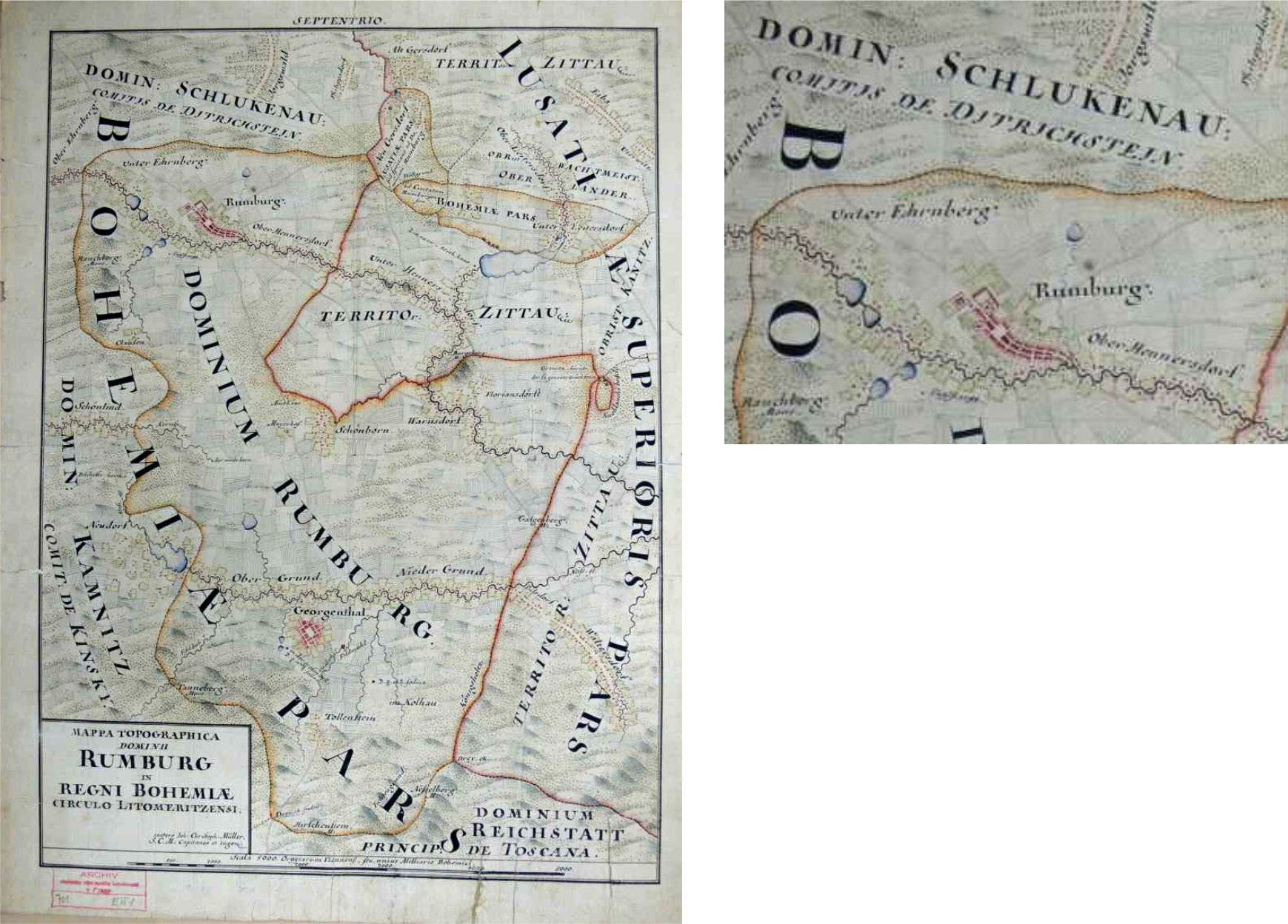
Rukopisná mapa panství Rumburku spolu s výřezem mapy

- Rukopisná mapa saské hranice (1714)
  - originální název: Regni Bohemiae confinium sectio I qvae accurata perlustratione specialisté census es tet delineavit, Joh. Christoph. Müller, capitane et Iren, A.C. MDCCXIV. Menss. Majo et Jul.
  - měřítko: 1 : 46 000
  - mapa je uložena v Památníku národního písemnictví v Praze
- Rukopisná mapa panství Rumburku (kolem roku 1720)
  - originální název: Mappa topographica dominii Rumburg in regni Bohemiae circulo Litomeritzensi auctore Jos. Christoph. Müller, S.C.M. capitaneo et ingen
  - měřítko: 1 : 36 500
  - mapa je uložena v Národním archivu v Praze

### Rukopisná mapa Čech (1718)
- originální název: Mappa geographica totius Regni Bohemiae in duodecim circulos noviter divisae cum comitatu Glacensi et distriktu Egerano quam Augustissimo Invictissimoque Principi ac Domino Domino Carolo VI. Romanorum Imperatori semper augusto Germaniae Hispaniarum Hungariae Bohemiae Regi propagatori rei christianae publicaeque felicitatis optimo maximo summa cum pietate dedicat Maiestatus ejus infimus servus Joh: Christoph: Müller, S. C. M. Capitan: et Ingen: Author.
- měřítko: 1 : 107 700
- mapa je uložena v Rakouské národní knihovně ve Vídni (Österreichische Nationalbibliothek)

### Mapa Čech (1720)
- originální název: Mappa geographica regni Bohemiae in duodecim circulos divisae cum comitatu Glacensi et districtu Egerano adiunctis circumiacentium regionum partibus conterminis ex accurata totius regni perlustratione et geometrica dimensione omnibus, ut par est, numeris absoluta et ad usum commodum nec non omnia et singula distinctius cognoscenda XXV sectionibus exhibita a Joh. Christoph Müller, S. C. M. capitan, et ingen. A. C. MDCCXX.
- měřítko: 1 : 132 000
- mapa je uložena v Mapové sbírce Historického Ústavu AV ČR Archivováno 12. 1. 2012 na Wayback Machine.
- mapa je zdigitalizovaná, je možné ji nalézt na násl. odkazech:
  - https://web.archive.org/web/20190224071516/http://mapy.vugtk.cz/
  - http://oldmaps.geolab.cz
  - http://archivnimapy.cuzk.cz

(Poznámka: Mapa je vyryta do 25 měděných desek, které jsou vystaveny v Národním technickém muzeu v Praze. Müllerova mapa Čech je rozměrově největší tištěnou mapou Čech (282,2×240,3 cm).)

#### Galerie

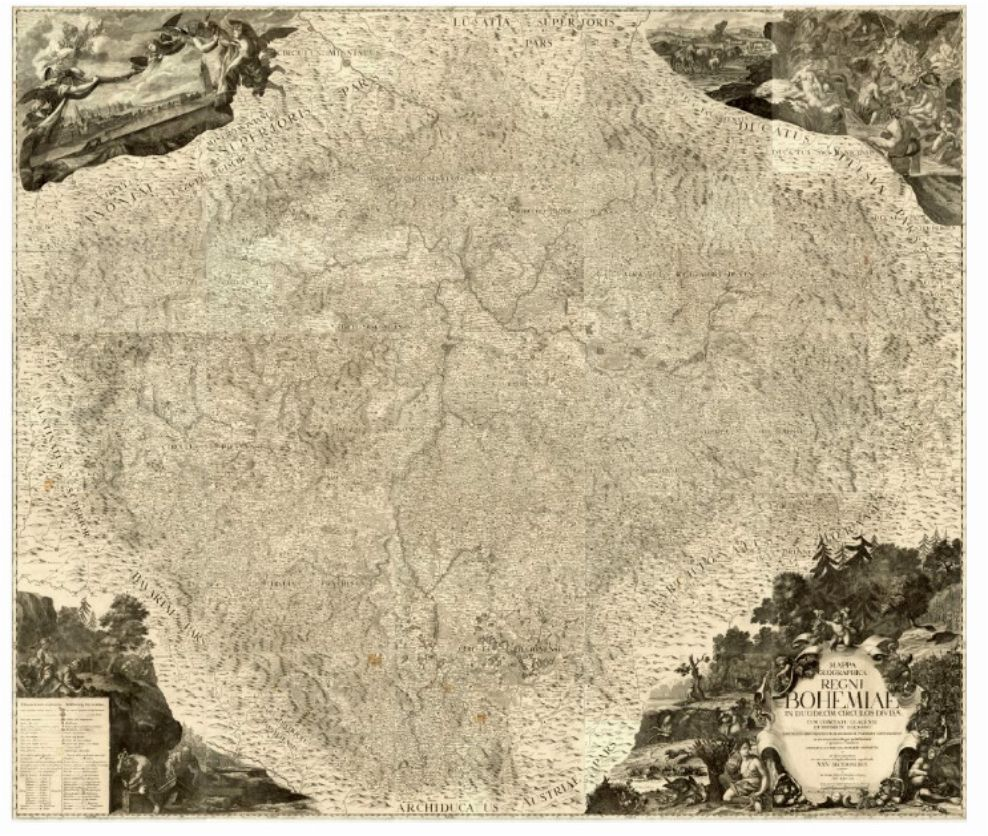
Mapa Čech
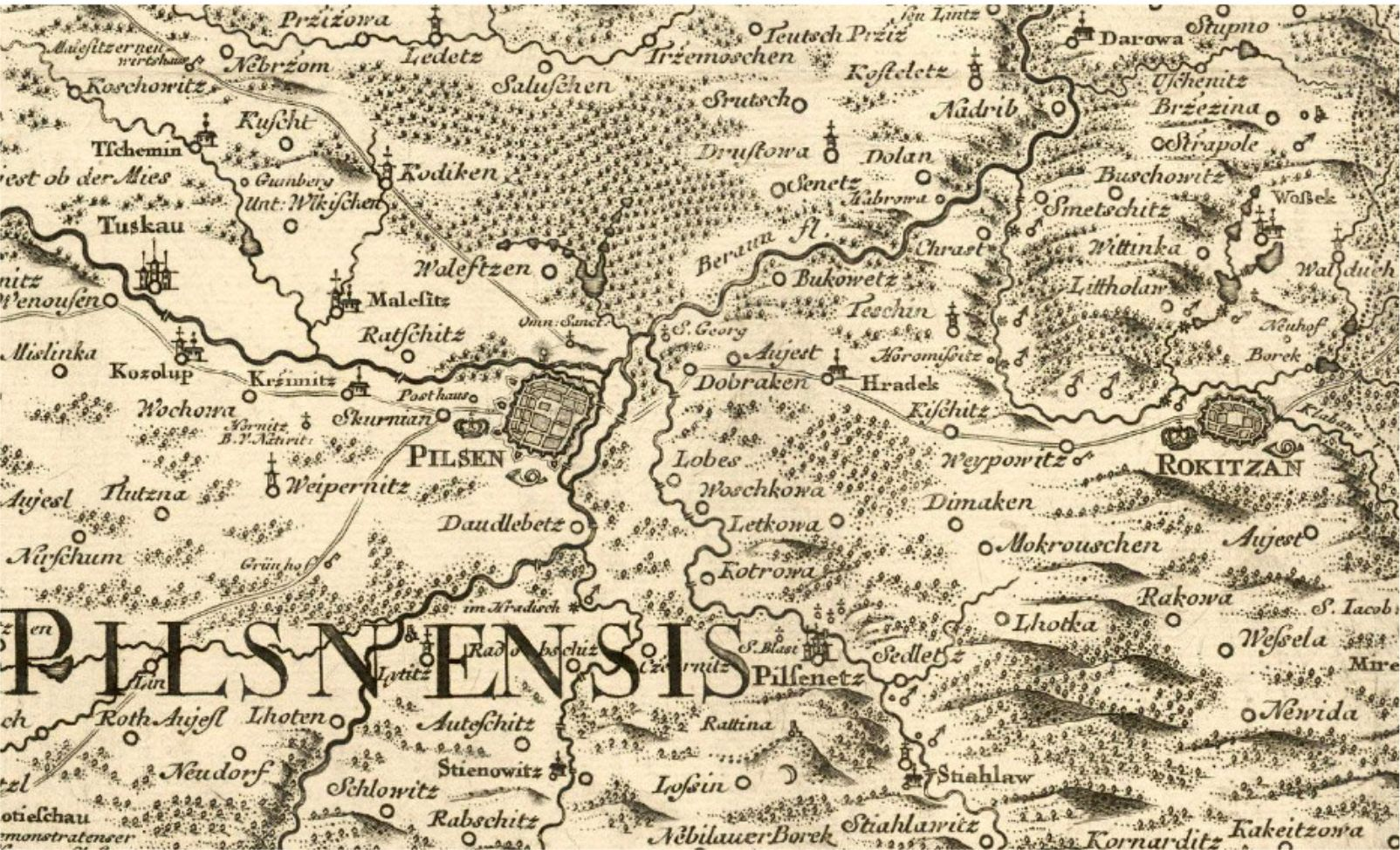
Mapa Čech - výřez okolí Plzně
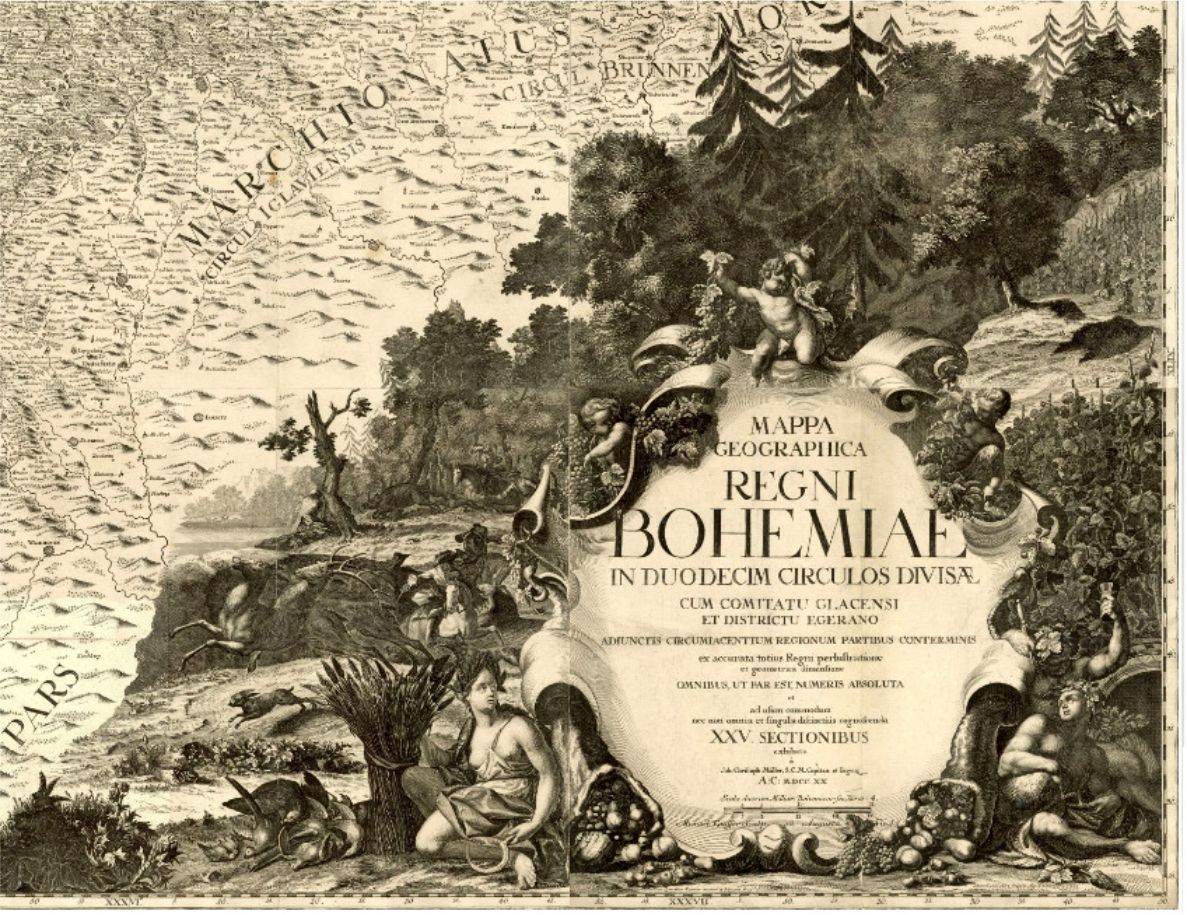
Parerga mapy Čech
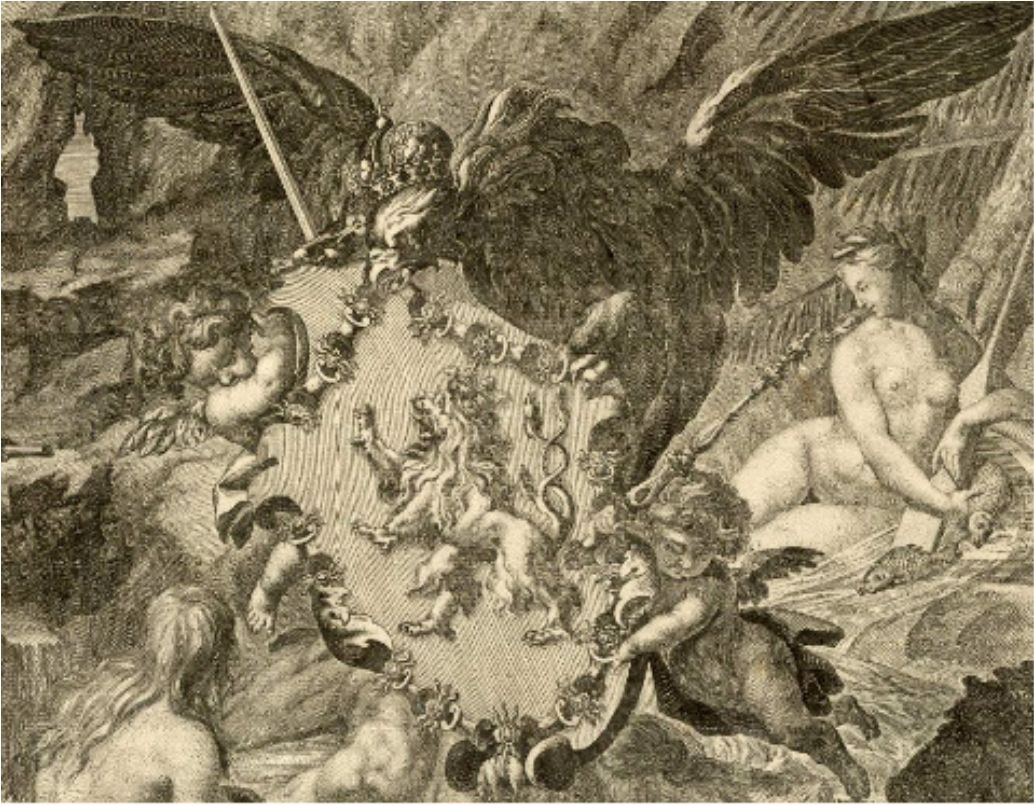
Parerga mapy Čech, amorci a korunovaná orlice nesoucí kartušový štít s českým lvem
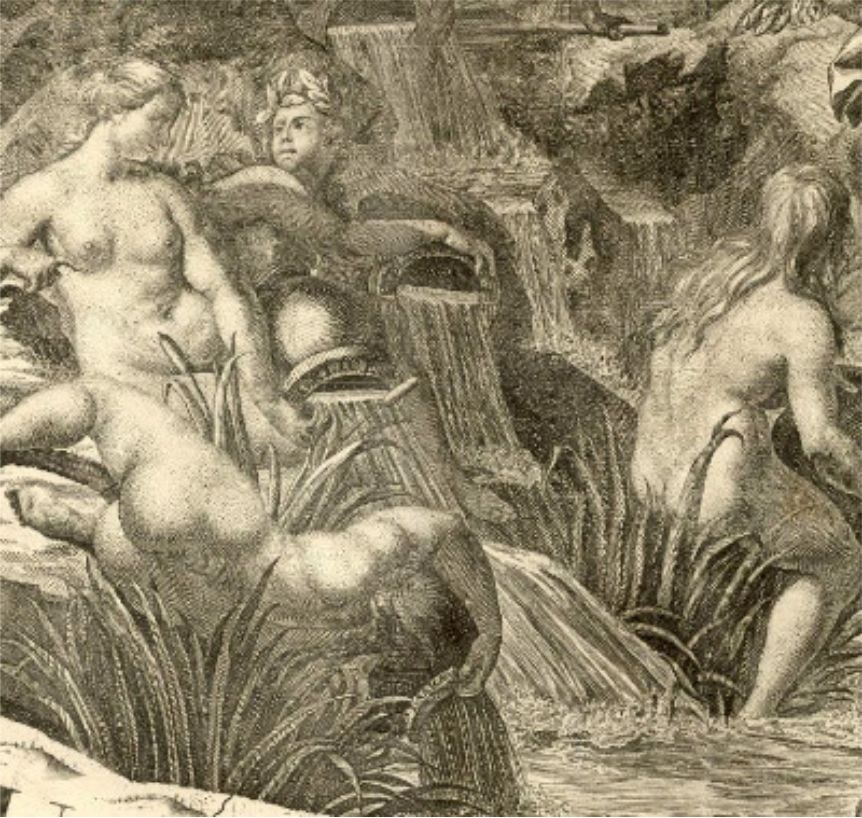
Parerga mapy Čech, personifikace českých řek